# Locomotiva FS 604
La locomotiva FS 604 era un tipo di locomotiva a vapore con tender delle Ferrovie dello Stato, di rodiggio 1-3-0, acquisita dalle ferrovie austriache in conto riparazioni di guerra a partire dal 1918 e in varie forniture fino al 1925.

## Storia
Le locomotive del gruppo 604 FS appartenevano ad un gruppo eterogeneo di locomotive, delle ferrovie imperial-regie austriache e della Südbahn, costruite a partire dal 1895 in 297 esemplari su progetto dell'ingegnere Karl Gölsdorf, da varie industrie austriache dell'epoca, e pervenute dopo il 1918 alle FS in conto riparazioni al termine della prima guerra mondiale. Furono 62, appartenenti ai gruppi kkStB 60 e SB 60, ma di quattro serie differenti: 35 unità ex-kkStB 60, 3 unità ex-kkStB 60.500, 1 unità ex-kkStB 60.800, e 23 unità ex-SB 60. 
Il primo lotto di macchine, quale "bottino di guerra", venne incorporato nelle FS in seguito alla vittoria del 1918: si trattava di 17 macchine ex-kkStB e di 7 macchine ex-SB. Nel 1923, in seguito agli accordi di Roma, ulteriori 16 locomotive della Südbahn entrarono nel parco delle ferrovie italiane dello Stato. L'ultimo quantitativo, 18 macchine ex-kkStB classe 60, 3 di classe 60.500 e una 60.800, fu consegnato tra 1924 e 1925 in seguito alle ripartizioni del Trattato di Saint Germain. 
Le locomotive vennero utilizzate sulla linea del Brennero, sulla relazione Venezia-Trento, via Valsugana e assegnate in gran parte ai depositi locomotive di Trento e di Venezia; il deposito di Ancona ne ebbe quindici nel 1925.
La loro carriera in Italia si concluse tra il 1934 e il 1938; vennero tutte demolite nella maggior parte nell'Officina Grandi Riparazioni di Rimini.

## Caratteristiche tecniche
Le locomotive del gruppo 604 FS erano delle locomotive a vapore per treni merci con rodiggio (1-3-0) e ruote motrici di 1258 mm di diametro in origine; sotto le FS il cerchione riportato, di spessore maggiore, portò il diametro, a ruote nuove a 1308 mm. Il rodiggio realizzato in modo tradizionale era caratterizzato dal passo piuttosto corto e dall'asse anteriore di guida di tipo Adams senza dispositivi di richiamo trasversale. La caldaia forniva vapore saturo ad un motore a 2 cilindri e a doppia espansione esterno al telaio; la macchina era fornita di due duomi (caratteristica comune alle locomotive austriache dell'epoca) collegati da un tubo orizzontale con presa di vapore. La distribuzione era quella tipica a cassetto piano con meccanismo di azionamento Walschaerts. Il forno aveva una griglia da 2,7 m². Facevano eccezione le 60.500 e 60.800 che in seguito all'uso del surriscaldatore erano dotate di un solo duomo. In seguito al passaggio in mani italiane venne smontato sulle macchine che ne erano provviste il vistoso parascintille di tipo "austriaco".
La velocità massima delle locomotive era di 60 km/h, adatta all'uso per merci ma le locomotive vennero usate anche per treni passeggeri per linee di montagna come la Trieste-Erpelle. Avevano, come la maggior parte delle locomotive austriache il freno a vuoto Hardy. Alla locomotiva era accoppiato un tender a tre assi.
Il sistema di frenatura a vuoto pose vari problemi di esercizio alle Ferrovie dello Stato in quanto incompatibile con quello ad aria compressa Westinghouse in uso nella rete italiana pertanto le locomotive operarono in linee vicine al confine e trainarono treni composti di vetture e carri anch'essi di provenienza austriaca. o in treni merci ancora con frenatura a mano.